# جورج سبايكر
جورج سبايكر (بالفرنسية: Georges Speicher)‏ (مواليد 08 يونيو 1907 - الوفاة 24 يناير 1978) كان دراج فرنسي في صنف سباق الدراجات على الطريق.

## سباقات أو مراحل فاز بها
- طواف فرنسا
- بطولة العالم لسباق الدراجات على الطريق

## روابط خارجية
- جورج سبايكر على موقع أرشيف الدراجات (الإنجليزية)
- جورج سبايكر على موقع إحصائيات الدراجات الإحترافية (الإنجليزية)
- جورج سبايكر على موقع CycleBase (الإنجليزية)